# Inmaculada Montalbán
Inmaculada Montalbán Huertas (/immakuˈlaða montalˈβan ˈweɾtas/), née le 26 novembre 1959 à Iznalloz (province de Grenade), est une magistrate espagnole. Elle siège au Tribunal constitutionnel depuis 2021.
Elle intègre la carrière judiciaire en 1984, en qualité de juge. D'abord affectée dans la province d'Alicante, elle rejoint ensuite Almería, où les affaires de violences conjugales la marqueront durablement. Sa carrière se poursuit ensuite à Valence, puis à Grenade, et enfin au tribunal supérieur de justice d'Andalousie.
Elle siège au Conseil général du pouvoir judiciaire entre 2008 et 2013, où elle s'occupe des questions d'égalité et de violences contre les femmes. En 2021, elle est élue magistrate constitutionnelle par le Congrès des députés, après un accord entre le Parti populaire et le Parti socialiste. Elle devient, deux ans plus tard, vice-présidente du Tribunal constitutionnel.

## Jeunesse et formation
Inmaculada Montalbán Huertas naît le 26 novembre 1959 à Iznalloz, dans la province de Grenade. Sa famille s'installe sept ans plus tard dans la capitale provinciale.
Elle s'inscrit en 1977 à l'université de Grenade pour étudier le droit, rejetant les prétentions de ses oncles de suivre un cursus de médecine, et obtient sa licence.

## Vie professionnelle
Ayant passé le concours de juge, Inmaculada Montalbán est d'abord affectée, en 1984, au tribunal de district de Torrevieja, dans la province d'Alicante, où elle s'occupe de délits mineurs. Elle rejoint ensuite un tribunal d'Almería, où elle traite des violences familiales, ce qui la marquera durablement. Sa carrière se poursuit au tribunal provincial de Valence de 1989 à 1991, comme juge d'instruction à Grenade, et enfin au tribunal supérieur de justice d'Andalousie (TSJA) comme juge du contentieux administratif,.
En 2008, elle est proposée comme membre du Conseil général du pouvoir judiciaire (CGPJ) par le Parti socialiste ouvrier espagnol (PSOE). Le 17 septembre, elle est effectivement élue, par le Sénat, sur le quota des douze juges, par 244 voix sur 255. Elle y siège pendant cinq ans, et préside la commission de l'Égalité et l'observatoire des Violences de genre.
Elle présente un profil féministe, étant l'une des premières juges à avoir interprété le droit positif dans une perspective de genre : elle reconnaît la légitimité de l'exercice du droit de grève dans le cadre de la journée du 8 mars et refuse de considérer la prostitution comme une activité économique.

## Magistrate constitutionnelle
Le Parti socialiste et le Parti populaire s'entendent, le 14 octobre 2021, pour procéder au renouvellement des quatre magistrats du Tribunal constitutionnel que doit désigner le Congrès des députés. Sept jours plus tard, Inmaculada Montalbán est présentée publiquement comme candidate, proposée par le PSOE.
Elle est effectivement élue, le 11 novembre, magistrate constitutionnelle par la chambre basse des Cortes Generales, recevant 240 voix, soit le meilleur résultat ex-æquo avec Ramón Sáez, l'autre candidat proposé par le PSOE, devant Enrique Arnaldo et Concepción Espejel, présentés par le PP. Ils prêtent serment devant le roi Felipe VI le 18 novembre, puis sont installés dans leurs fonctions l'après-midi même.
Le 11 janvier 2023, elle est élue vice-présidente du Tribunal constitutionnel par six voix contre cinq, bénéficiant du soutien de six des sept magistrats progressistes de l'institution. Son élection, justifiée par la majorité du Tribunal par l'importance de la parité, est vertement critiquée par la minorité conservatrice car elle outrepasse deux règles non-écrites : que la vice-présidence revienne au secteur minoritaire, et à un magistrat concerné par le prochain renouvellement triennal. Cette décision du courant progressiste est également une réaction à la tentative du secteur conservateur de tenter de les diviser en cherchant à porter à la présidence la progressiste María Luisa Balaguer.